# (8284) Cranach
(8284) Cranach est un astéroïde de la ceinture principale.

## Description
(8284) Cranach est un astéroïde de la ceinture principale. Il fut découvert le 8 octobre 1991 à Tautenburg par Freimut Börngen. Il présente une orbite caractérisée par un demi-grand axe de 3,11 UA, une excentricité de 0,14 et une inclinaison de 11,6° par rapport à l'écliptique.

## Compléments